# Giuseppe Martinelli
Pour les articles homonymes, voir Martinelli.
Giuseppe Martinelli (né le 11 mars 1955 à Rovato, dans la province de Brescia, en Lombardie) est un coureur cycliste italien. Médaillé d'argent de la course en ligne aux Jeux olympiques de 1976, il a remporté trois étapes du Tour d'Italie et une étape du Tour d'Espagne durant sa carrière professionnelle. Il est ensuite devenue dirigeant d'équipes cyclistes, notamment des équipes Carrera (1988-1996), Mercatone Uno (1997-2001), Saeco (2002-2004), Lampre (2005-2007). Depuis 2010, il est directeur sportif de l'équipe Astana.

## Palmarès

### Palmarès amateur
- 1974
  - Trofeo Valesi
  - Medaglia d'Oro Città di Monza
  - Freccia dei Vini
  - Trofeo delle Valli del Novese
  - Trofeo Martiri Trentini
  - Trofeo Angelo Tameni
  - 2e étape de la Settimana Internazionale della Brianza
  - 2e du Piccola Sanremo
  - 2e du championnat d'Italie sur route amateurs
  - 2e de la Semaine internationale de la Brianza
  - 2e du Tour de Lombardie amateurs
- 1975
  - Trofeo Franchina
  - Trofeo Gianfranco Bianchin
  - Coppa Valsenio
  - 2e étape de la Settimana Internazionale della Brianza
  - Coppa d'Inverno
  - 2e du Tour de Lombardie amateurs
- 1976
  - Coppa Cicogna
  - 8e et 9e étapes du Baby Giro
  - 3e, 4e et 8e étapes du Grand Prix Guillaume Tell
  -  Médaillé d'argent de la course en ligne des Jeux olympiques
  - 3e du Gran Premio Industria del Cuoio e delle Pelli

### Palmarès professionnel
- 1977
  - 4e étape du Tour de Sicile
- 1978
  - 10e étape du Tour d'Italie
  - 2e de Sassari-Cagliari
  - 3e de Milan-Vignola
  - 3e du Tour de Toscane
  - 7e de Milan-San Remo
- 1979
  - 15e étape du Tour d'Italie
  - GP Cecina
  - 3e de Milan-Vignola
  - 5e de Milan-San Remo
- 1980
  - 3e étape du Tour d'Espagne
  - 16e étape du Tour d'Italie
  - 2e du Trofeo Laigueglia
  - 9e de Milan-San Remo
- 1981
  - Milan-Turin
  - 9e de Milan-San Remo
- 1982
  - 3e du Tour de la province de Reggio de Calabre
  - 3e de Milan-Vignola
- 1985
  - 3e du Grand Prix du canton d'Argovie

## Résultats sur les grands tours

### Tour d'Espagne
2 participations
- 1980 : abandon, vainqueur de la 3e étape
- 1984 : 67e

### Tour d'Italie
6 participations
- 1977 : 107e
- 1978 : 31e, vainqueur de la 10e étape
- 1979 : 87e, vainqueur de la 15e étape
- 1980 : 77e, vainqueur de la 16e étape
- 1981 : 86e
- 1982 : abandon
- 1984 : 107e